# Teorema di Henry George

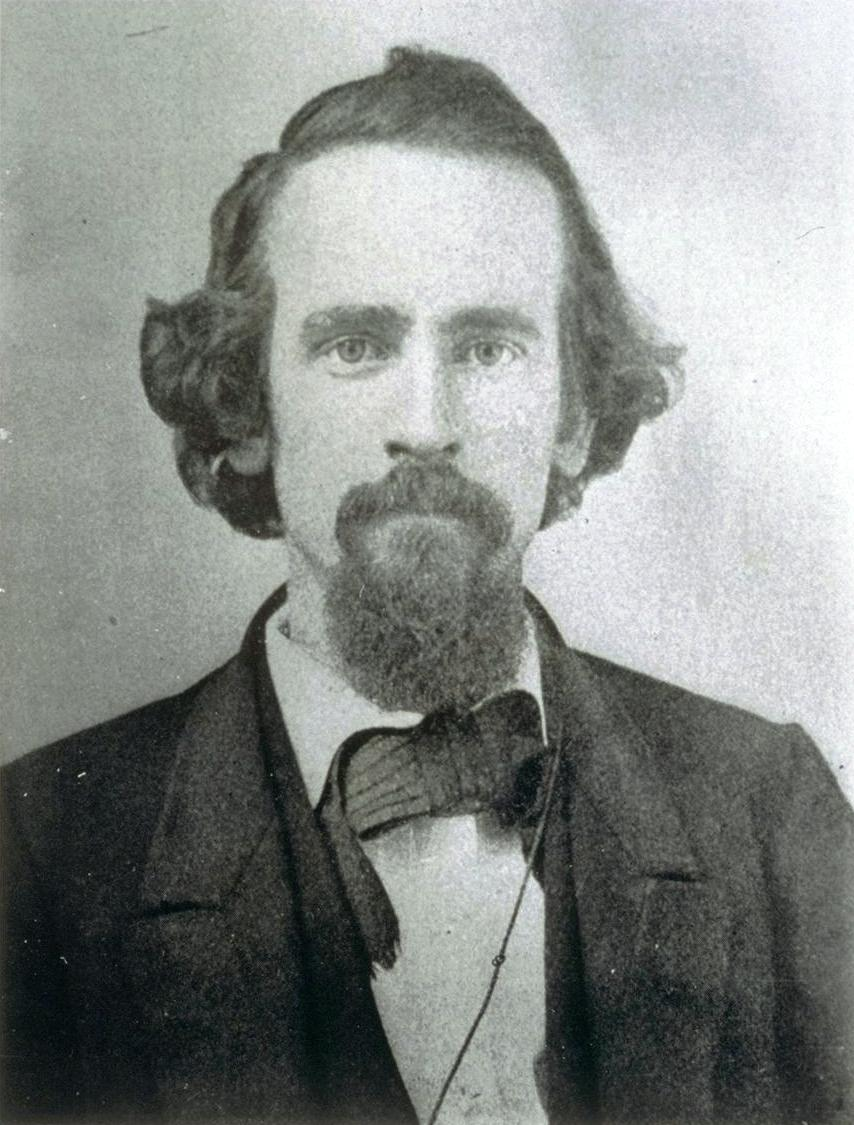
Henry George (1839-1897)

Il teorema di Henry George afferma che, in determinate condizioni, la spesa aggregata del governo per beni pubblici aumenterà la rendita fondiaria aggregata, basata sul valore del terreno, in misura maggiore della spesa stessa. La teoria prende il nome dall'economista e attivista politico statunitense del XIX secolo Henry George.

## Teoria
Il rapporto generale tra spesa pubblica e rendita fondiaria risale ai fisiocratici francesi nel XVIII secolo, e costituisce una delle basi per sostenere la riscossione di un'imposta basata sulle rendite fondiarie, per contribuire a coprire i costi degli investimenti pubblici che contribuiscono a creare valore fondiario. Henry George rese popolare questo metodo di raccolta di entrate pubbliche nelle sue opere (in particolare in Progress and Poverty ), che diede il via al movimento per la tassa unica.
Nel 1977, l'economista Joseph Stiglitz dimostrò che, in determinate condizioni, gli investimenti vantaggiosi in beni pubblici aumenteranno le rendite fondiarie complessive almeno tanto quanto il costo degli investimenti stessi. Questa dimostrazione è stata soprannominata "teorema di Henry George", poiché dimostra che l' "imposta unica" di Henry George sui valori fondiari, non è solo efficiente, ma è anche l'unica tassa necessaria per finanziare le spese pubbliche, in determinate situazioni. Nel suo attivismo politico, Henry George sostenne la sostituzione di tutte le altre tasse con un'imposta sul valore fondiario, affermando che, poiché il valore della terra veniva migliorato dall'opera pubblica, la sua rendita economica era la fonte di approvvigionamento più logica per le entrate pubbliche.
Il lavoro di Stiglitz è stato poi generalizzato da studi successivi che hanno dimostrato che il teorema è valido anche con presuppusti meno strigenti. Questi studi indicano che anche i valori attuali dei terreni, che sono depressi a causa dell’attuale onere fiscale sui salari e sul capitale, restano abbastanza elevati da sostituire le entrate generate da tutte le altre tasse.
Altri economisti hanno poi discusso se il teorema possa essere impiegato per lo sviluppo di linee guida che possano determinare le dimensioni ottimali di città e imprese. Alcuni modelli matematici suggeriscono che una popolazione ottimale possa essere ottenuta quando i costi marginali e i benefici marginali dei residenti aggiuntivi raggiungono l'equilibrio.
Dato che questo tipo di imposte sono rare tra i governi moderni, la conseguenza che la maggior parte del valore dei miglioramenti pubblici viene attualmente catturato dai proprietari terrieri.

## Dimostrazione

### Joseph Stiglitz
La seguente dimostrazione segue il modello economico presentato nella teoria dei beni pubblici di Joseph Stigltz del 1977.
Prendendo in considerazione una comunità in cui la produzione, espressa come funzione della dimensione della popolazione che esercita la forza lavoro N, genera beni privati e pubblici. La comunità cerca di massimizzare l'utilità, espressa dalla funzione:
{\displaystyle U=U(c,G)\;,}
soggetto al seguente vincolo:
{\displaystyle Y=f(N)=cN+G\;.}
Qui Y è la produzione, c è il consumo di beni privati pro capite, mentre G è il consumo aggregato di beni pubblici che è riflesso dalla spesa pubblica per la loro provvigione.
In questo modello l'affitto economico è calcolato utilizzando l'"identità della rendita ricardiana", formulata dall'economista Luigi Pasinetti:
{\displaystyle R=f(N)-f^{\prime }(N)N\;.}
Dove {\displaystyle f^{\prime }(N)=\partial Y/\partial N=} prodotto marginale dei lavoratori.
Dal vincolo sulle risorse {\textstyle f(N)=cN+G}, ne consegue che,
{\displaystyle c={\frac {f(N)-G}{N}}\;.}
Il problema di massimizzazione dell'utilità della comunità diventa:
{\displaystyle \max U=U\left({\frac {f(N)-G}{N}},G\right)\;.}
La derivata della funzione di utilità rispetto a N diventa:
{\displaystyle {\frac {dU}{dN}}={\frac {\partial U}{\partial c}}\cdot {\frac {Nf^{\prime }(N)-f(N)+G}{N^{2}}}\;.}
Per rendere ottimale la dimensione della popolazione della forza lavoro, il rapporto {\displaystyle dU/dN} deve essere uguale a zero. Inoltre, secondo la funzione di utilità, {\displaystyle \partial U/\partial c\neq 0} . Di conseguenza:
{\displaystyle {\frac {Nf^{\prime }(N)-f(N)+G}{N^{2}}}=0\;,}
Con condizioni di primo ordine:
{\textstyle c=f^{\prime }(N)\;,}
{\textstyle G=f(N)-f^{\prime }(N)N\;,}
{\textstyle N^{*}={\frac {f(N)\;-\;G}{f^{\prime }(N)}}\;.}
Il confronto tra le condizioni di primo ordine per G e l'identità della rendita ricardiana rivela un'uguaglianza, ma solo quando la dimensione della forza lavoro è ottimale. Il risultato finale è:
{\displaystyle {\frac {dU}{dN}}=0\Rightarrow R=G\;.}
Dunque, in base alla dimostrazione di Stiglitz, le rendite fondiarie sarebbero sufficienti a finanziare la fornitura di beni pubblici, dato che la dimensione della popolazione che permette di massimizzare l'utilità è anche tale che le rendite fondiarie uguaglino la spesa pubblica per i beni pubblici locali.